# Советское (Кабардино-Балкария)
Сове́тское (кабард.-черк. Советскэ) — село в Прохладненском районе Кабардино-Балкарской Республики.
Образует муниципальное образование «сельское поселение Советское», как единственный населённый пункт в его составе.

## География
Селение расположено в западной части Прохладненского района, на правом берегу реки Мокрая Псарыша. Находится в 17 км к западу от районного центра Прохладный и в 62 км к северо-востоку от города Нальчик.
Площадь сельского поселения составляет — 6,95 км². Из них 6,51 км² (93,7 %) занимают сельскохозяйственные угодья и связанные с ними объекты.
Граничит с землями населённых пунктов: Псыншоко на западе, Карагач на севере, Саратовский на юге и Баксанёнок на юго-западе.
Населённый пункт расположен на наклонной Кабардинской равнине, в равнинной зоне республики. Средние высоты на территории села составляют около 275 метров над уровнем моря. Рельеф местности представляет собой в основном волнистые предгорные равнины, с общим уклоном с запада на восток. Долины рек изрезаны балками. Селение с трёх сторон окружён крупными лесными массивами — Иналмаз на юго-западе, Карагач на севере и Гой на востоке.
Гидрографическая сеть на территории сельского поселения представлены реками — Мокрая Псарыша, Чёрная и Шакой. Местность высоко обеспечена водными ресурсами.
Климат влажный умеренный. Среднегодовая температура воздуха положительная и составляет около +11,0°C. Средняя температура воздуха в июле достигает +24,0°C. Средняя температура января составляет около −2,0°C. Среднегодовое количество осадков составляет около 750 мм. Основное количество осадков выпадает в период с апреля по июнь.

## История
Лютеранский хутор Эбен-Эцер был основан в 1908 году, немцами-переселенцами из распавшейся колонии Эммаус (выходцы из Штирии).
7 августа 1915 года колония Эбен-Эцер была переименована в хутор Ивановский. После Гражданской войны, прежнее название хутора было возвращено.
Постановлением № ГКО-698сс от 21.09.1941 года «О переселении немцев из Краснодарского и Орджоникидзевского краёв, Тульской области, Кабардино-Балкарской и Северо-Осетинской АССР», всё немецкое население колонии было выселено в Казахстан и Среднюю Азию.
Указом ПВС РСФСР от 15 июля 1942 года селение Эбен-Эцер Прималкинского района было переименовано в посёлок Советский.
В 1948 году в посёлок был перенесён лагерь политзаключённых республики из села Лашкута.
В 1959 году в ходе преобразований муниципальных районов КБАССР, селение было административно подчинено Карагачскому сельсовету.
В 1988 году поселение политзаключённых расформировали и её перевели в лечебно-трудовую профилакторию.
В 1994 году лечебно-трудовая профилактория расформировано, а на его месте открыта Исправительная колония общего режима.
В 1999 году Советское было выделено из подчинения сельской администрации Карагач и преобразовано в самостоятельную сельскую администрацию, с присвоением посёлку статуса села.
В 2005 году Советская сельская администрация была преобразована в муниципальное образование, со статусом сельского поселения.

## Население
| 2002 | 2010 | 2012 | 2013 | 2014 | 2015 | 2016 |
| ---- | ---- | ---- | ---- | ---- | ---- | ---- |
| 495  | ↘408 | ↘390 | ↘387 | ↘374 | ↗380 | ↘371 |
| 2017 | 2018 | 2019 | 2020 | 2021 | 2023 | 2024 |
| ↘364 | ↘363 | ↘358 | ↗363 | ↗510 | ↘504 | ↗511 |
| 2025 |      |      |      |      |      |      |
| ↗517 |      |      |      |      |      |      |

Плотность — 74.39 чел./км².
Национальный состав
По данным Всероссийской переписи населения 2021 года:
| Народ                | Численность, чел. | Доля от всего населения, % | Доля от указавших нац-ть, % |
| -------------------- | ----------------- | -------------------------- | --------------------------- |
| кабардинцы (черкесы) | 284               | 55,69 %                    | 55,80 %                     |
| * кабардинцы         | 281               | 55,10 %                    | 55,21 %                     |
| * черкесы            | 3                 | 0,59 %                     | 0,59 %                      |
| русские              | 157               | 30,78 %                    | 30,84 %                     |
| балкарцы             | 11                | 2,16 %                     | 2,16 %                      |
| осетины              | 9                 | 1,76 %                     | 1,77 %                      |
| карачаевцы           | 9                 | 1,76 %                     | 1,77 %                      |
| цыгане               | 8                 | 1,57 %                     | 1,57 %                      |
| чеченцы              | 7                 | 1,37 %                     | 1,37 %                      |
| ингуши               | 6                 | 1,18 %                     | 1,18 %                      |
| другие               | 18                | 3,53 %                     | 3,54 %                      |
| нет / не указано     | 1                 | 0,20 %                     | -                           |
| всего                | 510               | 100 %                      | 100 %                       |

Поло-возрастной состав
По данным Всероссийской переписи населения 2010 года:
| Возраст     | Мужчины, чел. | Женщины, чел. | Общая численность, чел. | Доля от всего населения, % |
| ----------- | ------------- | ------------- | ----------------------- | -------------------------- |
| 0 — 14 лет  | 32            | 33            | 65                      | 15,93 %                    |
| 15 — 59 лет | 214           | 91            | 305                     | 74,75 %                    |
| от 60 лет   | 22            | 16            | 38                      | 9,31 %                     |
| Всего       | 268           | 140           | 408                     | 100 %                      |

Мужчины — 268 чел. (65,69 %). Женщины — 140 чел. (34,31 %).
Средний возраст населения — 36,2 лет. Медианный возраст населения — 35,5 лет.
Средний возраст мужчин — 37,4 лет. Медианный возраст мужчин — 36,5 лет.
Средний возраст женщин — 33,5 лет. Медианный возраст женщин — 33,1 лет.

## Местное самоуправление
Администрация сельского поселения Советское — село Советское, ул. Угнич, 8.
Структуру органов местного самоуправления сельского поселения составляют:
- Исполнительно-распорядительный орган — Местная администрация сельского поселения Советское. Состоит из 4 человек.
  - Глава администрации сельского поселения — Коков Арсен Музаринович (с 8 июля 2011 года).
- Представительный орган — Совет местного самоуправления сельского поселения Советское. Состоит из 5 депутатов, избираемых на 5 лет.
  - Председатель Совета местного самоуправления сельского поселения — Коков Арсен Музаринович.

## Образование
- Начальная школа Детский Сад — ул. Угнич, 10.

## Здравоохранение
- Участковая болница — ул. Угнич, 1.

## Культура
- Дом культуры — ул. Угнич, 12.

## Исправительные колонии
На территории села расположены несколько исправительных колоний республики:
- Советская Воспитательная колония УФСИН России по КБР
- ФКУ «Исправительная колония № 4 УФСИН России по КБР»
- ФКУ «Колония-поселение № 5 УФСИН России по КБР»

## Экономика
Основу экономического потенциала составляет сельское хозяйство. В сельском поселении развито в основном частное хозяйство.

## Улицы
На территории села зарегистрировано всего одна улица — Угнич:.